# Torre Reforma Colón

La Torre Reforma Colón es un proyecto de rascacielos mexicano que se presentó al público el 11 de marzo de 2015 y se aprobó para construcción en 2016, y cuya construcción (primeros elementos de concreto y acero) se iniciaron en 2019 en la Ciudad de México. Al momento lleva poco avance y se espera que la obra reanude en 2025. Con 316 metros y 72 pisos, se espera sea el rascacielos más alto de la ciudad, y el más alto en el año 2030.
El diseño de la torre corre a cargo de Javier Sordo Madaleno, y el desarrollador será  Grupo Kaluz. Tendrá un coste de 2,000 millones de dólares.

El proyecto Torre Reforma Colón, incluye otras cuatro torres, con uso oficinas, hotel y vivienda con un gran componente comercial que les uniría, sus ubicaciones reemplazarían una en el terreno que ocupó el Cine París, otra donde está actualmente el hotel Fiesta Americana, una cuarta vecina de la más alta en el cruce de Atenas y Versalles y la última en la manzana que forman las calles Abraham González, Atenas y Bucarelli, que enlazará con la torre más alta a través de un paso elevado entre los edificios. Se espera que todo el complejo este terminado en el año 2025. El proyecto sustituye a otro de similares dimensiones denominado "Torre Santander" presentado en octubre de 2010 y cancelado en 2012, que a su vez reemplazó icónicos edificios como Reforma 76 (diseño de Mario Pani 1954), Morelos 110 (diseño de Augusto H Álvarez y Juan Sordo Madaleno 1948), Morelos 104 y otros.
.